# Alqueidão (Ourém)
Alqueidão é uma aldeia pertencente à freguesia de Nossa Senhora da Piedade do concelho de Ourém, Portugal.

## Atualidade
Em Agosto de 2012 a população tomou conhecimento da decisão da Câmara Municipal de Ourém em encerrar a sua escola primária e viu ainda a única coletividade cessar atividades durante um período de tempo, sendo retomada mais tarde. A perda e o envelhecimento da população - devido à migração ou emigração dos estratos mais jovens, assim como a baixa taxa de natalidades - e a construção de novo e maior centro escolar fora da localidade, foram os fatores que mais contribuíram o para o encerramento da escola. A população continua a organizar e participar nas tradicionais festas popular, agora realizadas durante o mês de Agosto.

## Lendas
Os alunos da antiga Escola E.B.1 de Alqueidão, relatam a lenda da estátua de S. Lourenço da seguinte forma:
| “ | Reza a lenda que havia uma estátua, de S. Lourenço, encontrada num ribeiro e levada para a capela sendo colocada no lado esquerdo da mesma. Misteriosamente ela aparecia no ribeiro e voltavam a pô-la na capela, mas, dessa vez puseram-na no lado direito da mesma ficando lá para sempre. | ” |

## Localidades vizinhas
- Alto da Matinha
- Casais da Caridade
- Casal do Gago
- Favacal
- Fonte Catarina
- Gravia

## Festas, Romarias e outros Eventos
- Procissão das Velas, tradicionalmente realizada no mês de Fevereiro.
- Baile de Carnaval (Com realização irregular, pela União Desportiva e Cultural do Alqueidão).
- Festa de Nossa Senhora das Mercês (antigamente realizada a 3º fim de semana de Setembro - em 2011 realizou-se a 6, 7 e 8 de Agosto e, a partir desse momento, sempre durante esse mês)
- Jogo Solteiros-Casados, tradicionalmente realizado no mês de Agosto pela União Desportiva e Cultural do Alqueidão (A realização tem tido períodos de irregularidade. O último foi organizado em 2013 em colaboração com a Comissão de Festas).

## Colectividades e Comissões
- União Desportiva e Cultural do Alqueidão (cessou atividades em Agosto de 2012 tendo sido retomada no início do verão de 2013)
- Comissão de Festas

### Moradores e comunidades locais
- Grupo dos moradores e amigos do Alqueidão no Facebook
- Agregador de feeds oureenses

### Oficial
- Portal da Freguesia de N.ª S.ª da Piedade
- Portal do Município de Ourém
- Antiga Escola E.B.1 de Alqueidão